# Římskokatolická farnost Vlachovo Březí
Římskokatolická farnost Vlachovo Březí je územním společenstvím římských katolíků v rámci prachatického vikariátu českobudějovické diecéze. Od prosince roku 2022 je Vlachovo Březí také sídlem širšího farního obvodu, z něhož jsou excurrendo spravovány sousední farnosti Bohumilice, Čkyně a farnost Předslavice ze sousedního strakonického vikariátu.

## O farnosti

### Historie
Plebánie ve Vlachově Březí byla zřízena v roce 1359. Kostel Zvěstování Páně (starší název Zvěstování Panně Marii) má románské jádro, v letech 1659–1669 byl přestavěn do dnešní podoby barokního kostela s pravoúhlým presbytářem a dvojicí bočních kaplí. Obraz na hlavním oltáři namaloval Ignác Hammer v roce 1722. Fara byla vystavěna v roce 1662 jako novostavba, v tereziánských dobách však již tehdejší vlachovobřezský farář Matěj Felíř o téže faře píše, že jde o: „nehrubě dobře zaopatřený a větším dílem nebezpečný byt.“
Z pobělohorského období pochází poutní kostelík, zasvěcený Duchu svatému, stojící na návrší západně od farního kostela. Kostelík je osmiboká centrální stavba s kupolí, propojená s městem alejí s kapličkami křížové cesty. Roku 1702 byl do kostelíka umístěn milostný obraz Panny Marie, tzv. Panna Maria svatodušská, kopie milostného obrazu z římské basiliky Santa Maria Maggiore. V 19. století bylo okolí poutního kostelíka proměněno v park. Ve 20. století byl milostný obraz přenesen do farního kostela Zvěstování Páně, a do kostela Ducha svatého bývá přenášen pouze jednorázově, při příležitostných poutních bohoslužbách.

#### Přehled duchovních správců
Chronologický seznam známých duchovních správců:
- 1630–1632 P. Adam Korčakovský, OCarm., později děkan v Prachaticích
- do 1650 P. Matěj Tropin
- do 1656 P. Bartoloměj Pramer, minorita z Horažďovic
- 1656–1657 P. Lukáš Dvořák, odešel na farnost Velešín
- 1657–1660 P. Jakub Jan Bramburský de Brandeberg
- 1660–1662 P. Jan Baptista Janovský
- 1662–1663 P. Laurentius Faber
- 1663–1670 P. Václav Čermák, O.Cist. (z Oseka)
- 1670–1671 P. Jan Nosecký
- 1671–1680 P. Josef Jiří Kintzl
- 1680–1685 P. Jan František Miškovský
- 1685–1687 P. Vít Josef Koch
- 1687–1693 P. Václav Thadeus Franz Černý
- 1693–1704 P. Jiří František Chmelenský, rodák ze Sušice, pohřben 27. března 1704 v kostelním sklípku[5]
- 1704 P. Václav Gebhart, SJ
- 1704 P. Abrozius Volrab, SJ
- 1704–1731 P. Matěj Felíř z Felsenthalu
- 1731–1742 P. Josef Braunhoffer
- 1743–1770 P. Jan Antonín Huber
- 1770–1772 P. Karel Sadil
- 1772–1792 P. Jan Michael Brixa
- 1792–1809 P. František Raffius
- 1810–1812 P. František B. Pokorný
- 1812–1824 P. Vojtěch Kareš
- 1824–1864 P. Emanuel Aschwitz
- 1864–1875 P. Jan Mls
- 1876–1883 P. Vojtěch Nahmer
- 1883–1913 P. Jan Myslík
- 1913–1941 P. Karel Smrčka[6]
- 1941–1951 P. Dominik Nakládal
- 1951–1960 P. Jakub Lang
- 1960–2004 P. Alois Haase
- 2004–2013 P. Mgr. Jiří Kalaš
- 2013–2015 fara neobsazena, P. Mgr. Josef Sláčík administrátor excurrendo z Prachatic
- 21. 11. 2015 – 31. 1. 2016 P. Mgr. Jan Mikeš, administrátor
- 2016 (únor–červen) P. Mgr. Josef Sláčík, administrátor excurrendo z Prachatic
- od 1. července 2016 R. D. Mgr. Šimon Stančík, administrátor a administrátor excurrendo farností Bohumilice, Čkyně a Předslavice [7]

Dne 31. prosince 2019 byly zrušeny farnosti Dub a Lštění u Vimperka, jejich právním nástupcem a zároveň duchovním správcem těchto území se od 1. ledna 2020 stala farnost Vlachovo Březí.

## Kostely a kaple farnosti
| Fotografie | Kostel                             | Místo             | Bohoslužba                  | Bohoslužba             | Číslo kulturní památky           | Poznámka                                                   |
| Kostely    | Kostely                            | Kostely           | Kostely                     | Kostely                | Kostely                          | Kostely                                                    |
| ---------- | ---------------------------------- | ----------------- | --------------------------- | ---------------------- | -------------------------------- | ---------------------------------------------------------- |
|            | Filiální kostel Rozeslání apoštolů | Dub               | druhá sobota v měsíci       | 17.30 (v létě)         | 17864/3-3548 (Pk•MIS•Sez•Obr•WD) | filiální kostel                                            |
|            | Kostel svatého Vojtěcha            | Lštění            | třetí sobota měsíce         | 17.30 (v létě)         | 27772/3-3656 (Pk•MIS•Sez•Obr•WD) | filiální kostel                                            |
|            | Kostel Zvěstování Páně             | Vlachovo Březí    | neděle úterý, středa, pátek | 11.00 18.00 (v létě)   | 20991/3-3868 (Pk•MIS•Sez•Obr•WD) | farní kostel                                               |
|            | Kostel Ducha Svatého               | Vlachovo Březí    | neslouží se pravidelně      | neslouží se pravidelně | 22172/3-3869 (Pk•MIS•Sez•Obr•WD) | poutní kostel                                              |
| Kaple      |                                    |                   |                             |                        |                                  |                                                            |
|            | Kaple                              | Dolní Kožlí       | neslouží se pravidelně      | neslouží se pravidelně | –                                | kaple z roku 1884                                          |
|            | Kaple                              | Dolní Nakvasovice | neslouží se pravidelně      | neslouží se pravidelně | –                                | kaple                                                      |
|            | Kaple                              | Dubská Lhota      | neslouží se pravidelně      | neslouží se pravidelně | –                                | kaple                                                      |
|            | Kaple                              | Horní Kožlí       | neslouží se pravidelně      | neslouží se pravidelně | –                                | kaple z roku 1922                                          |
|            | Kaple Panny Marie                  | Horní Nakvasovice | neslouží se pravidelně      | neslouží se pravidelně | 33502/3-3546 (Pk•MIS•Sez•Obr•WD) | kaple z 2. poloviny 18. století                            |
|            | Kaple Panny Marie                  | Libotyně          | neslouží se pravidelně      | neslouží se pravidelně | 34396/3-3736 (Pk•MIS•Sez•Obr•WD) | obecní kaple z roku 1844 postavená Jakubem Bursou          |
|            | Kaple svatého Vojtěcha             | Lštění            | neslouží se                 | neslouží se            | 38802/3-3659 (Pk•MIS•Sez•Obr•WD) | osmiboká barokní kaple z roku 1725 u pramene Dobrá Voda    |
|            | Kaple Panny Marie Klatovské        | Lštění            | neslouží se                 | neslouží se            | –                                | barokní kaple ve hřbitovní zdi                             |
|            | Kaple Nanebevzetí Panny Marie      | Lštění            | neslouží se                 | neslouží se            | –                                | barokní kaple z 1. poloviny 18. století západně od kostela |
|            | Kaple svatého Jana Nepomuckého     | Radhostice        | neslouží se pravidelně      | neslouží se pravidelně | 39319/3-3739 (Pk•MIS•Sez•Obr•WD) | obecní kaple z roku 1842                                   |
|            | Kaple                              | Uhřice            | neslouží se pravidelně      | neslouží se pravidelně | –                                | kaple z roku 1867                                          |